# Embolotherium
Embolotherium is een geslacht van uitgestorven zoogdieren, dat voorkwam in het Vroeg-Oligoceen.

## Beschrijving
Dit enorme dier met een schofthoogte van 250 centimeter had op zijn kop een breed schild, dat vanaf de achterzijde van de schedel over het voorhoofd naar beneden liep tot aan de neus, van waaruit zich een brede, rechtopstaande platte hoorn had ontwikkeld. De ver naar voren staande ogen stonden vlak achter de neusgaten. De primitieve hersenen in de platte schedel waren niet groter dan een vuist.

## Leefwijze
Dit wijdverbreide en uiterst succesvolle dier leefde in de Gobiwoestijn in Azië.

## Vondsten
Resten van dit dier werden gevonden in Mongolië.